# Ed Decter
Edward I. "Ed" Decter (født 19. maj 1959) er en amerikansk filminstruktør, filmproducer og manuskriptforfatter.
Han har blandt andet været med til at lave filmene There's Something About Mary, The Santa Clause 3, The Santa Clause 2, The New Guy, The Lizzie McGuire Movie og tv-serierne Boy Meets World, In Plain Sight og Shadowhunters.
Lige pt. arbejder han med John J. Strauss, der også er producer og forfatter.
Ed Decter blev færdig på Wesleyan University i 1979.